# (4639) Minox
(4639) Minox es un asteroide perteneciente al cinturón de asteroides, descubierto el 5 de marzo de 1989 por Tsutomu Seki desde el Observatorio de Geisei, Geisei, Japón.

## Designación y nombre
Designado provisionalmente como 1989 EK2. Fue nombrado Minox en honor al club japonés conocido como "Club Minox", compuesto por un grupo de entusiastas de las cámaras en miniatura japonesas establecidas en 1968. El descubridor forma parte del club.

## Características orbitales
Minox está situado a una distancia media del Sol de 2,555 ua, pudiendo alejarse hasta 3,024 ua y acercarse hasta 2,086 ua. Su excentricidad es 0,183 y la inclinación orbital 7,921 grados. Emplea 1491 días en completar una órbita alrededor del Sol.

## Características físicas
La magnitud absoluta de Minox es 13,1. Tiene 6,915 km de diámetro y su albedo se estima en 0,198.